# Kalafonia

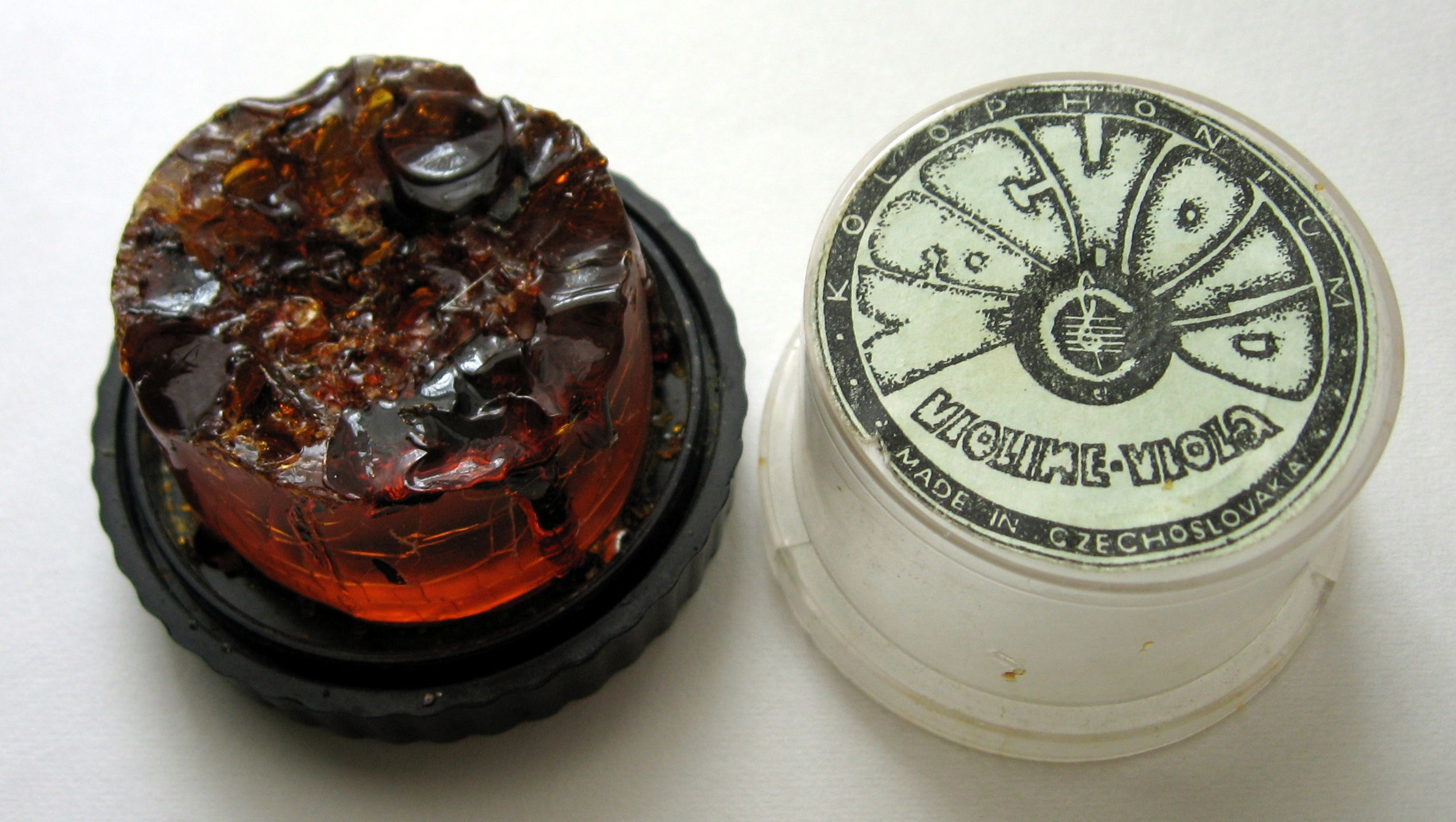
Kalafonia używana przez skrzypków i lutników

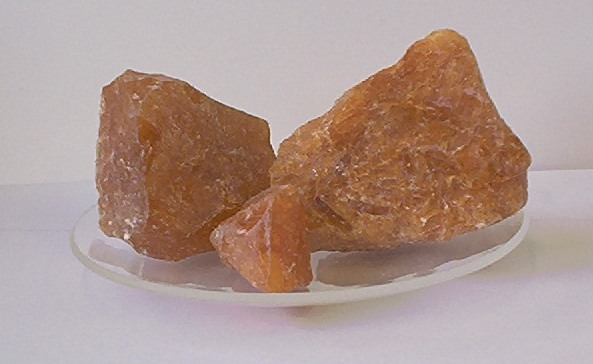
Zaschnięta kalafonia

Kalafonia (gr. „kolophonia” od nazwy kolonii jońskiej Kolofon) – żywica miękka pochodzenia naturalnego, pozostałość po oddestylowaniu terpentyny z żywicy drzew iglastych (głównie sosny).
Kalafonia jest substancją kruchą, bardzo łamliwą, szklistą, półprzezroczystą, o barwie od żółtej poprzez ciemnoczerwoną aż do ciemnobrązowej. Posiada charakterystyczną żywiczną woń. Jest również łatwotopliwa i łatwopalna. Dobrze rozpuszcza się w większości rozpuszczalników organicznych: acetonie, alkoholu amylowym, butylowym, etylowym i metylowym, benzynie, czterochlorku węgla, eterze etylowym, ksylenie, toluenie i olejku terpentynowym. Nie rozpuszcza się w wodzie. Kalafonię zmydlają gorące roztwory zasad.
Kalafonię stanowi głównie (90%) mieszanina dwóch izomerycznych kwasów żywicznych o wzorze sumarycznycm C19H29COOH: abietynowego i pimarowego, reszta to pochodne tych kwasów i różne zanieczyszczenia organiczne.

## Zastosowanie
- bezpośrednio:
  - w recepturze aptecznej, jako składnik plastra nostrzykowego Emplastrum meliloti, FP VI;
  - jako bardzo dobry topnik podczas lutowania stopem cynowo-ołowiowym;
  - do nacierania włosia smyczków instrumentów smyczkowych, w celu zwiększenia szorstkości włosia i tym samym zwiększenia jego przyczepności do strun;
  - niegdyś szczypiorniści smarowali kalafonią dłonie, aby poprawić przyczepność piłki, co ułatwiało jej chwytanie;
  - w balecie i tańcu, wykorzystywana do uzyskiwania dużej przyczepności baletek lub innego obuwia do podłoża;
  - w akrobatyce powietrznej (aerial silks), wykorzystywana do uzyskania większej przyczepności dłoni do sprzętu[1];

- jako składnik:
  - w farbach poligraficznych jako spoiwo, które jednocześnie polepsza właściwości maziste farby;
  - a także składnik lakierów, pokostów, mydeł, laku, tworzyw sztucznych, gumy;
  - rozpuszczona w alkoholu, jako lakier do zabezpieczania przed utlenianiem i ułatwienia lutowania płytek drukowanych wykonanych domową metodą;
  - w odlewnictwie w odlewaniu metodą wytapianych modeli jako składnik masy modelowej.

Kalafonia dodana w kilkuprocentowej ilości do kleików skrobiowych i mącznych podnosi ich wartość jako spoiw. Zmieszana z olejkiem terpentynowym może stanowić namiastkę balsamu modrzewiowego. Rozpuszczona w alkoholu metylowym ma zastosowanie jako fiksatywa do zapraw nadmiernie chłonących. Zmieszana z woskiem ma zastosowanie jako składnik spoiwa enkaustycznego.